# Шоні-Гіллс (округ Грін, Огайо)
Шоні-Гіллс (англ. Shawnee Hills) — переписна місцевість (CDP) в США, в окрузі Грін штату Огайо. Населення — 2230 осіб (2020).

## Географія
Шоні-Гіллс розташоване за координатами 39°38′58″ пн. ш. 83°47′19″ зх. д. / 39.64944° пн. ш. 83.78861° зх. д. (39.649544, -83.788557).  За даними Бюро перепису населення США в 2010 році переписна місцевість мала площу 7,65 км², з яких 6,91 км² — суходіл та 0,74 км² — водойми.

## Демографія
Згідно з переписом 2010 року, у переписній місцевості мешкала 2171 особа в 825 домогосподарствах у складі 658 родин. Густота населення становила 284 особи/км².  Було 901 помешкання (118/км²).
Расовий склад населення:
| - 97,0 % — білих - 0,7 % — чорних або афроамериканців - 0,5 % — азіатів - 0,4 % — корінних американців |

До двох чи більше рас належало 1,2 %. Частка іспаномовних становила 0,9 % від усіх жителів.
За віковим діапазоном населення розподілялося таким чином: 23,7 % — особи молодші 18 років, 65,1 % — особи у віці 18—64 років, 11,2 % — особи у віці 65 років та старші. Медіана віку мешканця становила 40,6 року. На 100 осіб жіночої статі у переписній місцевості припадало 100,8 чоловіків;  на 100 жінок у віці від 18 років та старших — 100,1 чоловіків також старших 18 років.
Середній дохід на одне домашнє господарство  становив 66 055 доларів США (медіана — 56 078), а середній дохід на одну сім'ю — 74 279 доларів (медіана — 68 295). Медіана доходів становила 45 795 доларів для чоловіків та 31 292 долари для жінок. За межею бідності перебувало 2,8 % осіб, у тому числі 0,0 % дітей у віці до 18 років та 1,6 % осіб у віці 65 років та старших.
Цивільне працевлаштоване населення становило 1083 особи. Основні галузі зайнятості: виробництво — 17,0 %, освіта, охорона здоров'я та соціальна допомога — 16,0 %, роздрібна торгівля — 14,9 %.